# Relations entre le Cameroun et la France
Les relations entre le Cameroun et la France sont des relations internationales s'exerçant entre la République française et la république du Cameroun.
Le Cameroun, jusqu'alors « territoire sous tutelle » de la France, acquiert son indépendance formelle en janvier 1960. Cette indépendance reste pourtant largement théorique puisque des « conseillers » français sont chargés d'assister chaque ministre et disposent de la réalité du pouvoir. Le gouvernement gaulliste préserve son ascendant sur le pays à travers la signature « d'accords de coopération » touchant à tous les secteurs de la souveraineté du Cameroun. Ainsi, dans le domaine monétaire, le Cameroun conserve le franc CFA et confie sa politique monétaire à son ancienne puissance tutrice. Toutes les ressources stratégiques sont exploitées par la France et des troupes sont maintenues dans le pays.
En tant qu'ancien « territoire sous tutelle » de la France, le Cameroun a plusieurs partenariats avec ce pays. Il s'agit notamment de coopérations culturelles, d'aide au développement ou encore d'accords stratégiques sur la défense.
Pour concrétiser cette coopération, il a été établi le 11 août 2006 un Document cadre de partenariat (DCP) entre la France et le Cameroun, qui a pour objectif de préciser les domaines d'intervention prioritaires et les modalités de la coopération franco-camerounaise au cours des cinq prochaines années.
Cette coopération prend diverses formes. Par exemple, la France est ainsi la première destination des camerounais venant en occident pour affaires ou poursuivre des études supérieures. Cependant, cette  migration tend à être de plus en plus contrôlée pour en limiter le flux. Cette limitation se manifeste principalement par le durcissement des conditions d'obtention de visa.
Par ailleurs, par le biais du contrat de désendettement et de développement, signé à la suite de l'aboutissement de l'initiative pays pauvres très endettés, la France va aider le Cameroun à hauteur d'un peu plus d'un milliard d'euros, soit autant que l'aide issue du point d'achèvement PPTE.
Le magazine Challenges cite le Cameroun comme le pays d'Afrique où les Français réussissent le mieux.